# Rexhep Mitrovica
Rexhep Mitrovica, född 1887 i Mitrovica i osmanska riket, död 21 maj 1967 i Istanbul i Turkiet, var en albansk politiker.